# Csumphon
Csumphon (thaiul írva: ชุมพร, angol átírással: Chumphon) város Thaiföldön, Bangkoktól közúton kb. 470 km-re délre. Az azonos nevű tartomány székhelye. Lakossága 48 ezer fő volt 2000-ben.
Csumphont Thaiföld buddhista központi része és a Maláj-félsziget muszlim kultúrája közti átmeneti helynek tartják. Egykor ez a város volt az otthona Chumphon hercegnek, a Thaiföldi Királyi Tengerészet alapítójának. 
A város a Tha Tapao folyó partján fekszik, a Thai-öböl partjától kb. 7 km-re nyugatra. Tengerpartja előtt a sok apró sziget körüli korallzátony egyre népszerűbb a búvárok körében. 
Bangkokból vonattal, közúton vagy repülővel is elérhető (Solar Air, Nok Air). Ko Tao és Ko Samet szigetére a város közeli kikötőből rendszeres hajójáratok indulnak. A város utazási irodái búvármerüléseket is szerveznek Samet, Mattra, Ngam Yai, Ngam Noi szigetekre. 

## Látnivalók
- Nemzeti Múzeum
- Lak Mueang szentély
- Khao Chao Mueang, nagyszerű kilátás nyílik a környékre
- A tengerpart (Thung Wua Laen, Ao Thung Makham)
- Khao Phang Forest Park (arborétum), 13 km-re a várostól ÉNy-ra
- Chumphon herceg ünnepe (fesztivál), december 19-25.

## Fordítás
- Ez a szócikk részben vagy egészben  a   Chumphon című német Wikipédia-szócikk fordításán alapul.  Az eredeti cikk szerkesztőit annak laptörténete sorolja fel. Ez a jelzés csupán a megfogalmazás eredetét és a szerzői jogokat jelzi, nem szolgál a cikkben szereplő információk forrásmegjelöléseként.